# Cmentarz wojenny w Bełżcu (Szczety)
Cmentarz wojenny w Bełżcu (Szczety) – cmentarz z I wojny światowej znajdujący się opodal wsi Bełżec w województwie lubelskim, w powiecie tomaszowskim, w gminie Bełżec.
Cmentarz otoczony siatką, zachowane trzy krzyże. Prawdopodobnie spoczywają na nim żołnierze zmarli w pobliskim szpitalu polowym na „Zamulisku”.
W okolicy Bełżca znajduje się jeszcze cmentarz na Domałowcu oraz cmentarz epidemiczny. 